# Miriam Fink
Miriam Mina Fink (ur. 5 grudnia 1913 w Białymstoku, zm. 2 maja 1990 w Melbourne) – australijska działaczka społeczna polsko-żydowskiego pochodzenia.

## Życiorys
Miriam Waks urodziła się w Białymstoku 5 grudnia 1913 jako drugie dziecko kupca Nathana Waksa i jego żony Fredy z domu Kaplan.  W 1921 Miriam wraz z braćmi Leonem i Jackiem zostali sierotami po śmierci ojca w epidemii tyfusu i samobójstwie matki.  Uczęszczała do gimnazjum Dawida Druskina, gdzie uzyskała maturę. W 1932 spotkała odwiedzającego Białystok biznesmena Leona Finka, 20 września 1932 wzięli ślub i wkrótce po ślubie wyemigrowali do Australii.  Mieli dwoje dzieci – syna i córkę.
W czasie II wojny światowej brała aktywny udział w pomocy ofiarom Holokaustu. W 1943 została wybrana do władz United Jewish Overseas Relief Fund, w latach 1945-47 była prezeską sekcji kobiecej tej organizacji. Koordynowała zbiórkę funduszy i wysyłkę paczek z pomocą materialną. UJORF ufundowało w Melbourne siedem schronisk dla powojennych emigrantów pomagając im w pierwszej fazie pobytu w Australii. Fink osobiście witała nowych emigrantów przybywających do Port Melbourne, była także odpowiedzialna za codzienne funkcjonowanie hosteli i żydowskiego landsmanshaftu Bialystoker Centre. Fink „adoptowała” grupę dzieci znaną później nieoficjalnie jako Buchenwald boys, wiele z nich przebywało wcześniej w obozach koncentracyjnych, pomagając im w przesiedleniu, zdobyciu edukacji i pracy.
W latach 1947–1976 była członkinią zarządu następcy  UJORF – Australian Jewish Welfare and Relief Society (AJWRS). W latach 1957–60 była pierwszą urodzoną w Europie kobietą, która została prezeską wiktoriańskiej sekcji tej organizacji. W ramach pracy w AJWRS kładła nacisk na samodzielną pracę kobiet w organizacji, a nie jedynie jako dodatkową pomoc dla mężczyzn. Po wyborze na prezeskę AJWRS (1967-73) rozwinęła ambitny program zbiórki pieniędzy dla lokalnych środowisk żydowskich i nieżydowskich oraz dla pomocy w Izraelu. Brała udział w konferencjach International Council of Jewish Women (1954, 1963, 1966, 1969), była przewodniczącą konferencji ICJW w Melbourne (1975).  W 1974 została nagrodzona Order of the British Empire.
Aktywnie uczestniczyła w pracach nad utworzeniem Jewish Holocaust Museum and Research Centre, otwartego w Melbourne w 1984.
Zmarła 2 maja 1990. Została pochowana na cmentarzu Chevra Kadisha.